# Avkristningen under franska revolutionen
Avkristningen under franska revolutionen är den traditionella sammanfattande benämningen för de sekulära reformer som infördes i Frankrike under franska revolutionen mellan revolutionsutbrottet 1789 och 1801 års konkordat. Denna politik lade grunden för vad som blev principen om sekularism i Frankrike (laïcité). 
Den radikala fasen mellan 1790 och 1794 omfattade en rad reformer, från att begära att prästerna skulle svära trohet mot den franska konstitutionen snarare än till påven, konfiskation av kyrkans egendom och upplösande av klostren, till upphävandet av den kristna tideräkningen, den rent teologiska utplåningen av kristendomen och införandet av alternativa ideologier som kulten av förnuftet och kulten av Det Högsta Väsendet. Under skräckväldet 1792–1794 blev präster, munkar och nunnor likt aristokrater sedda som landsförrädare och giljotinerade. Efter skräckväldets fall 1794 upphörde den aktiva förföljelsen av kyrkan och genom 1801 års konkordat slöt Napoleon I fred med påven, varefter den katolska kyrkan återigen tilläts etablera sig i Frankrike, även om den inte återfick de privilegier den hade haft före revolutionen. 